# Biserica de lemn din Bernadea

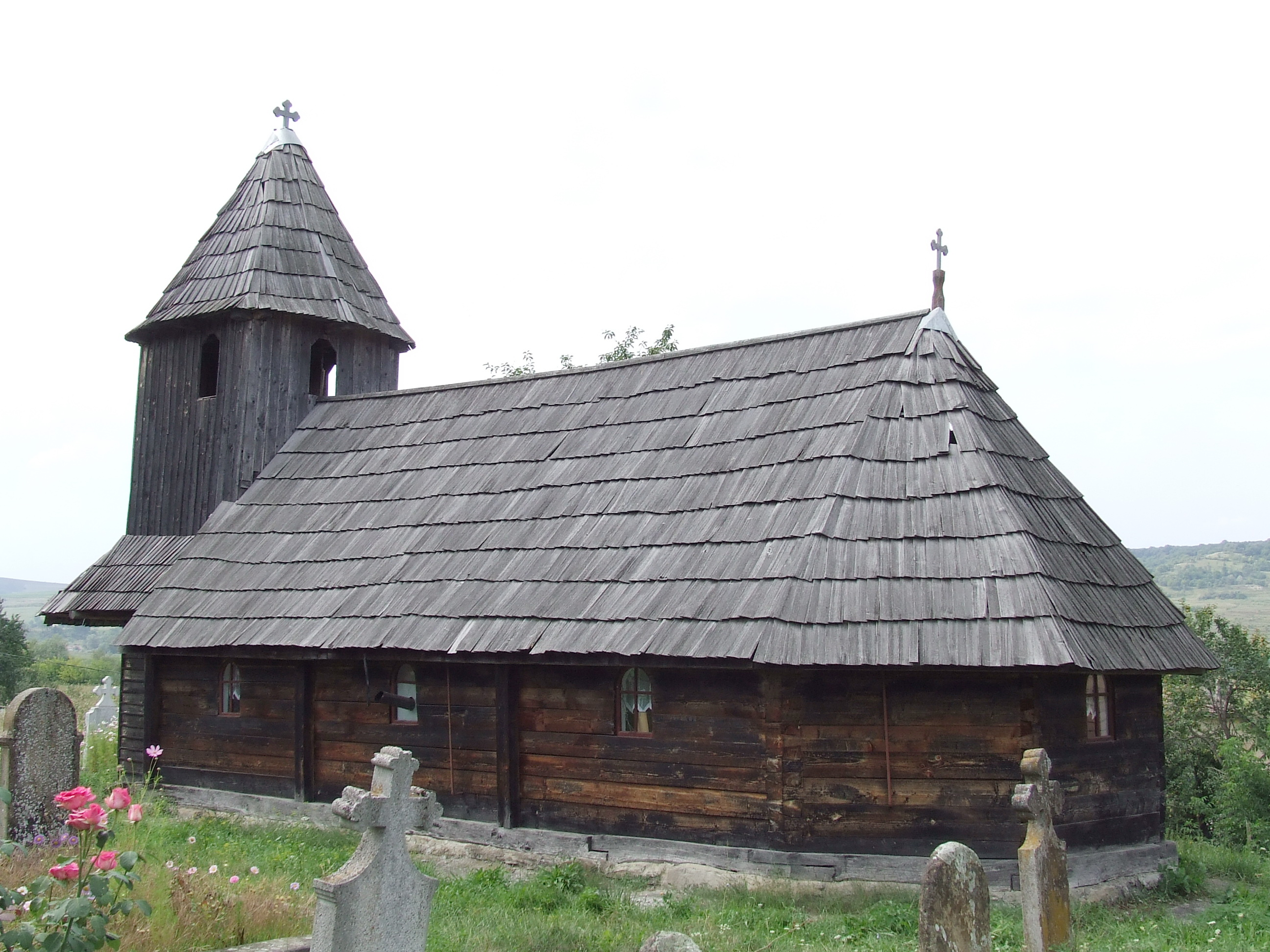
Biserica de lemn din Bernadea, judeţul Mureş. Foto: august 2009

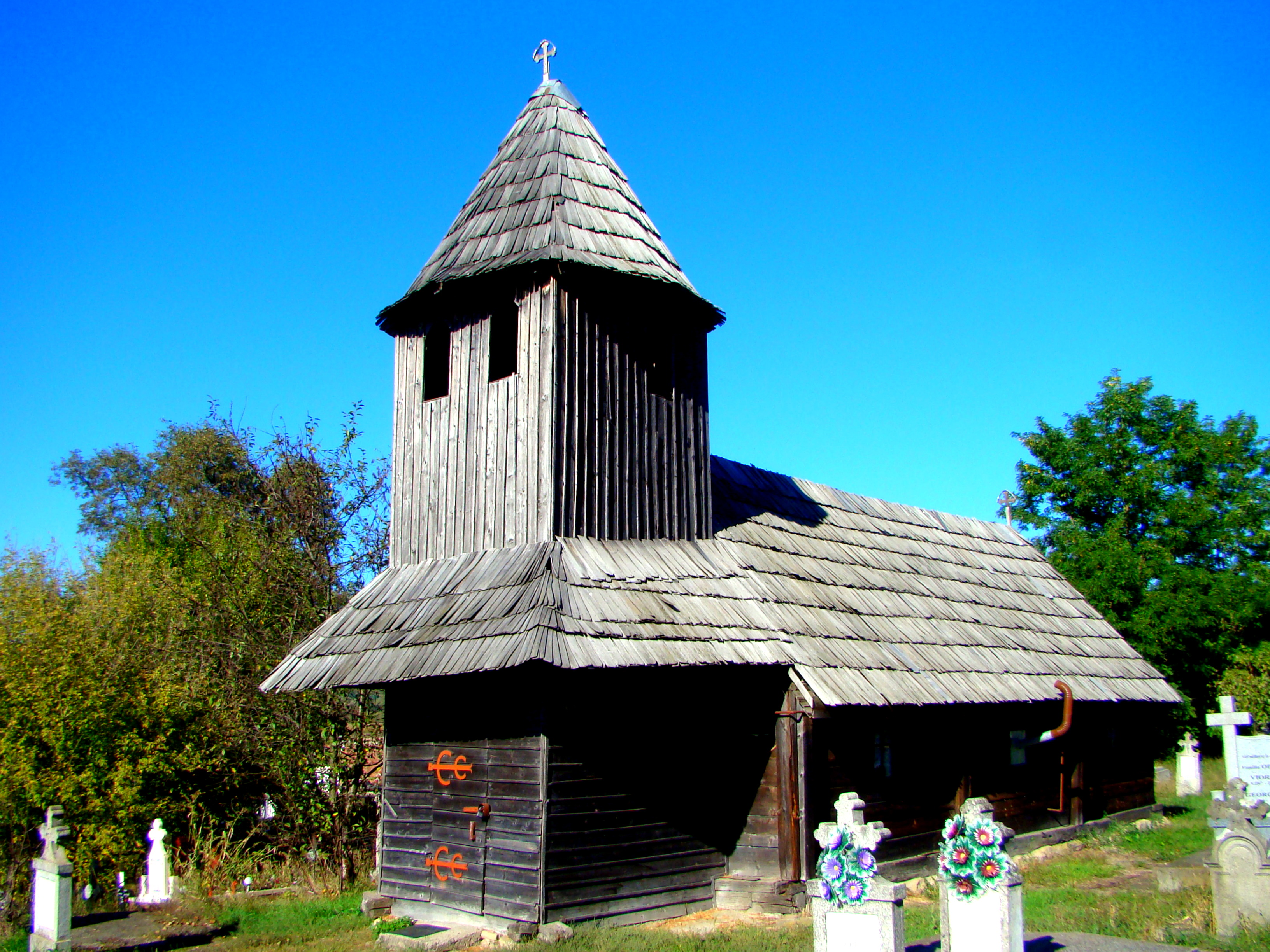
Biserica de lemn din Bernadea, judeţul Mureş. Foto: septembrie 2024

Biserica de lemn Bernadea, din comuna Bahnea, județul Mureș, datează din anul 1805. Alte surse consideră biserica mai veche, ante 1761, când este pomenită în conscripția lui Bucov. Hramul bisericii diferă de la o sursă la alta, listele oficiale precizând hramul Sfinții Voievozi. Alte surse bibliografice atribuie bisericii hramul Sfinții Arhangheli. Biserica se află pe noua listă a monumentelor istorice înregistrată sub codul: cod LMI MS-II-m-B-15608.

## Istoric și trăsături
Construită din lemne de brad, așezate pe tălpi din stejar, biserica veche a satului a trecut prin momente de cumpănă. Salvată de la distrugere în ultimul moment, prin restaurarea realizată în anul 1982. Înainte de acest moment biserica se afla într-o avansată stare de degradare, fiind aproape prăbușită, datorită învelitorii de țiglă care a apăsat pereții șubreziți de bârne.
Sub aspect planimetric, biserica se încadrează în categoria celor cu un plan dreptunghiular, absida altarului fiind poligonală, în trei laturi, nedecroșată. Prin extinderea ulterioară a bisericii, s-a ajuns la situația prezentă când biserica face corp comun cu turnul clopotniței aflat la vest, la distanța de aproximativ 3 m.
Interiorul bisericii este compartimentat astfel: sub clopotniță se află pronaosul, de mici dimensiuni, încăperea principală fiind destinat naosului. Dacă pronaosul are o lungime de aproximativ 2,5 m, naosul este lung de aproximativ 7,5 m. După iconostas se află absida altarului, lungă de aproximativ 2,5 m.
În urma renovării bisericii, pictura cu care era împodobită a dispărut. Cu toate acestea știm că a fost zugrăvită de zugravi formați la Feisa. Pe pisania aflată pe panoul de nord-est al pereților se putea citi: "această sfântă biserică s-o zugrăvit în anul 1857, de zugravii Șarlea Ștefan și Matei, amândoi frați născuți la Feisa, fiind paroh satului Filimon Chira, corator mare popa Vasilie"

## Imagini

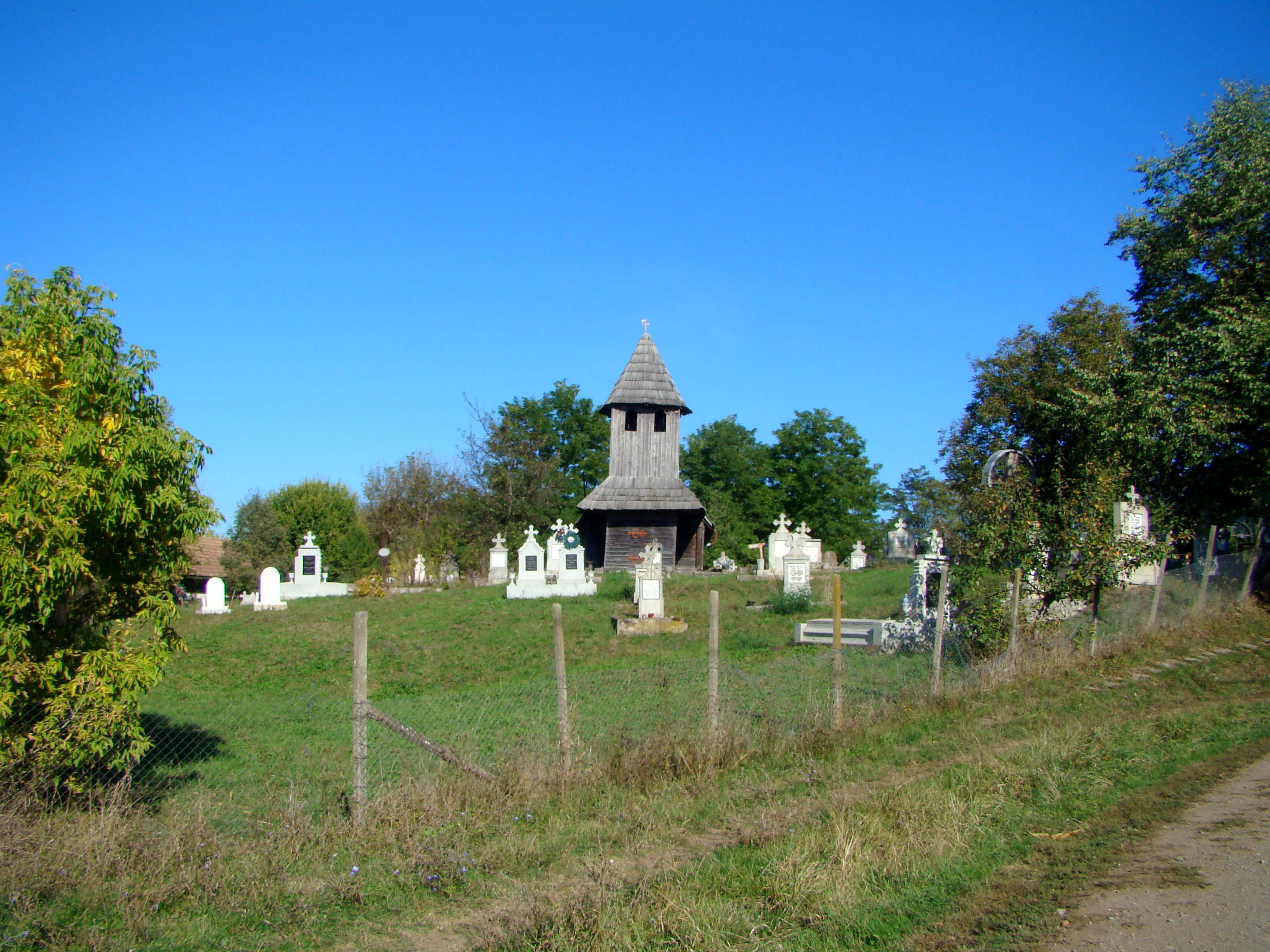
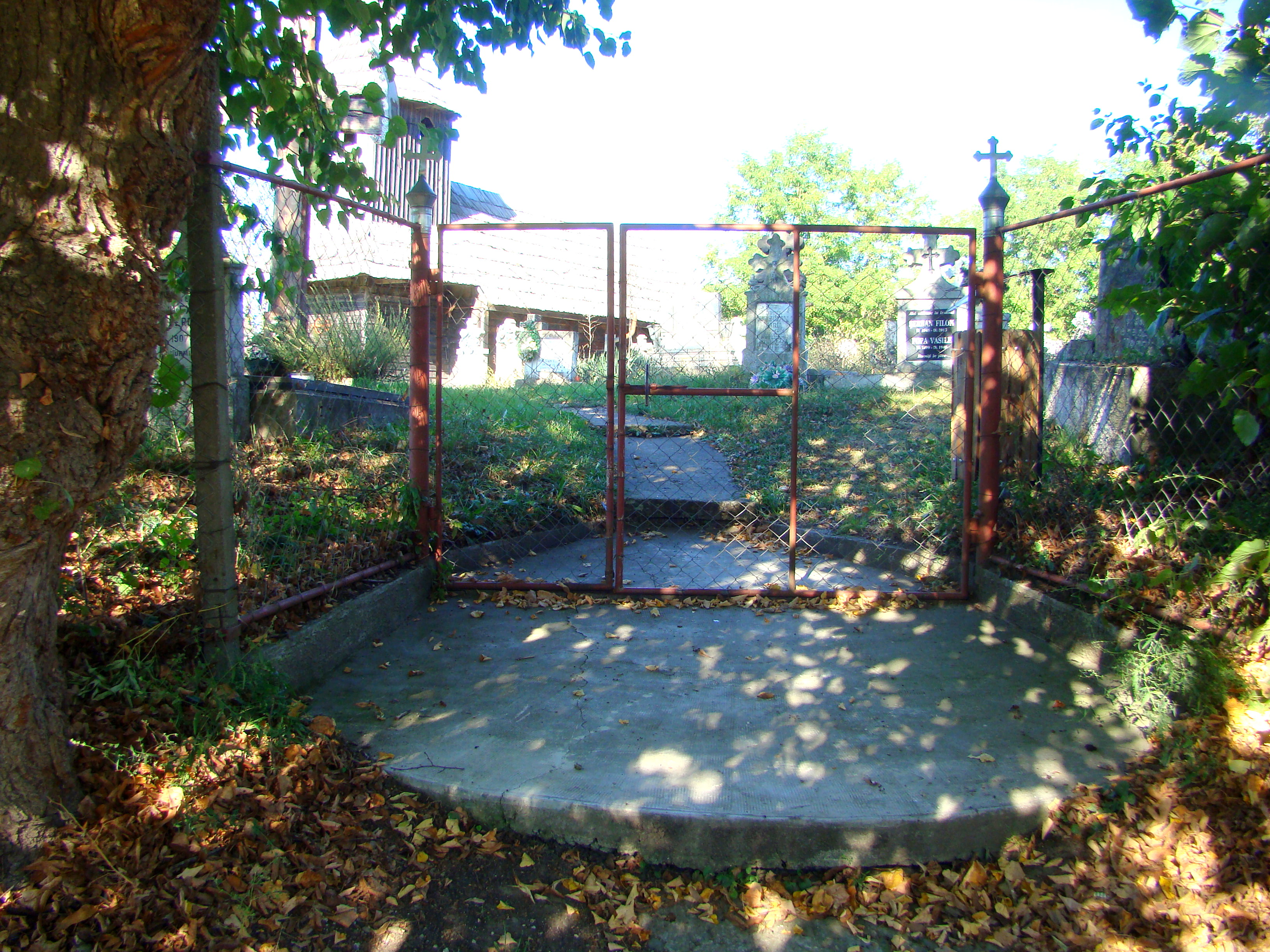
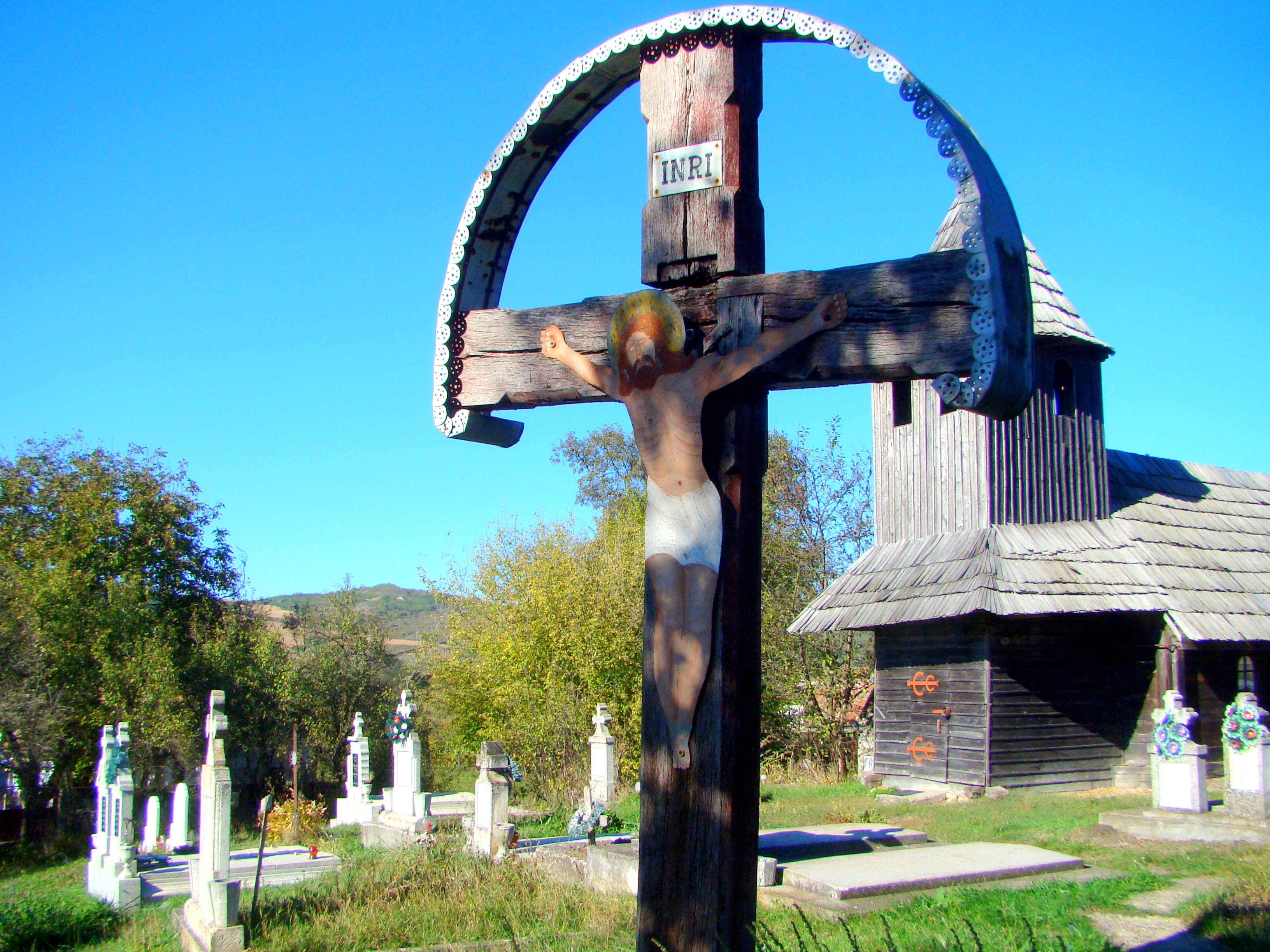
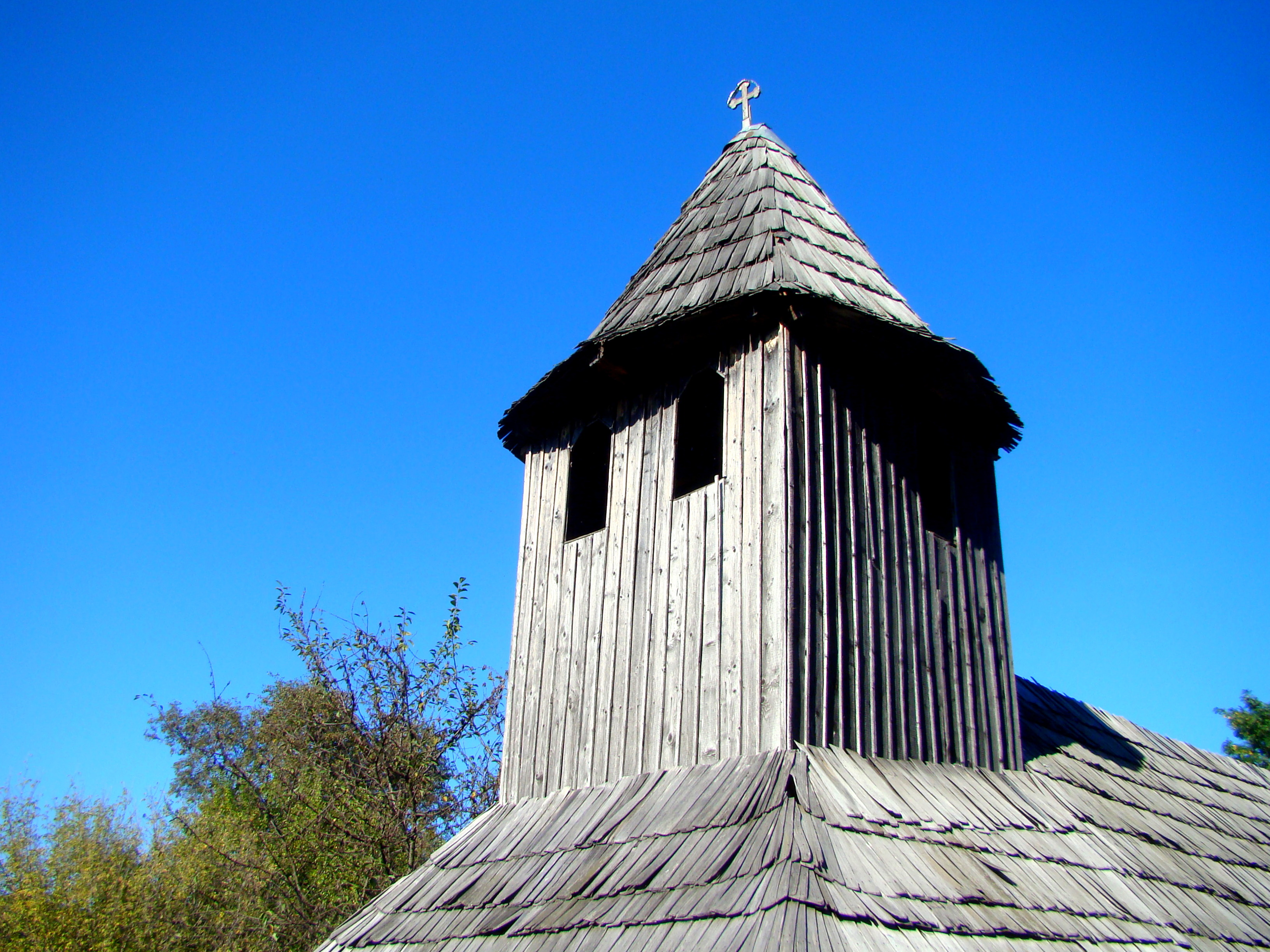
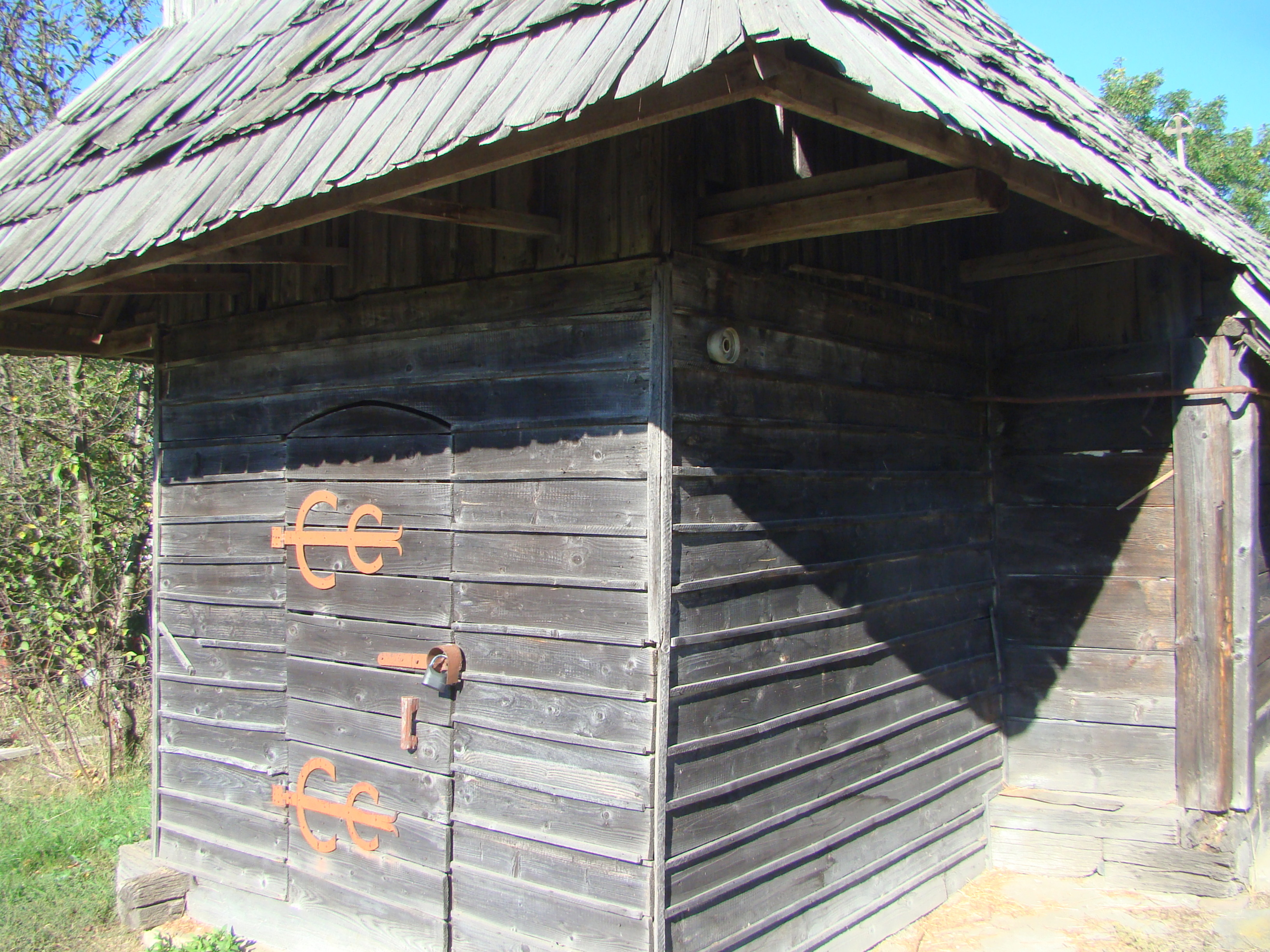
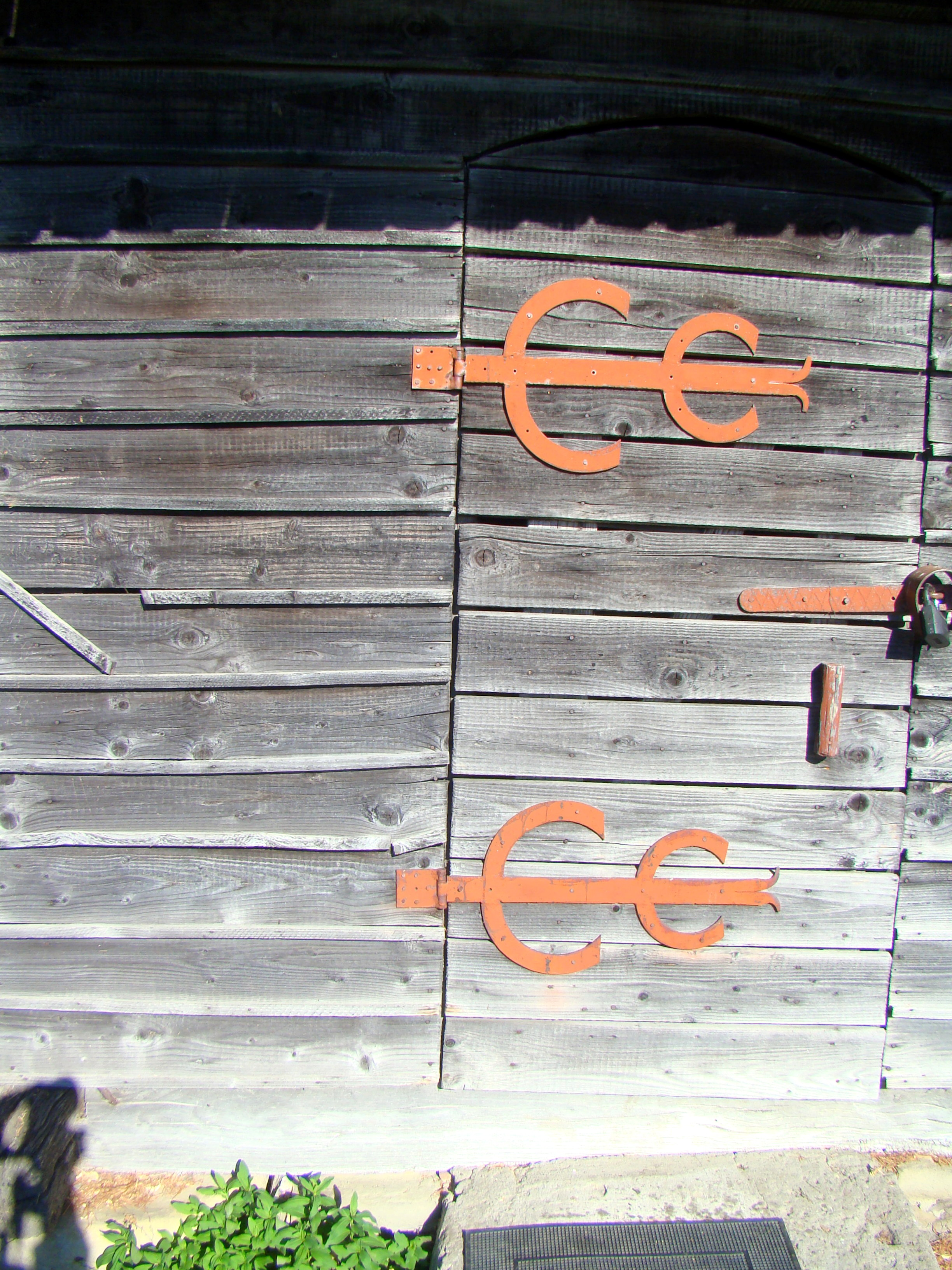
Uşa bisericii
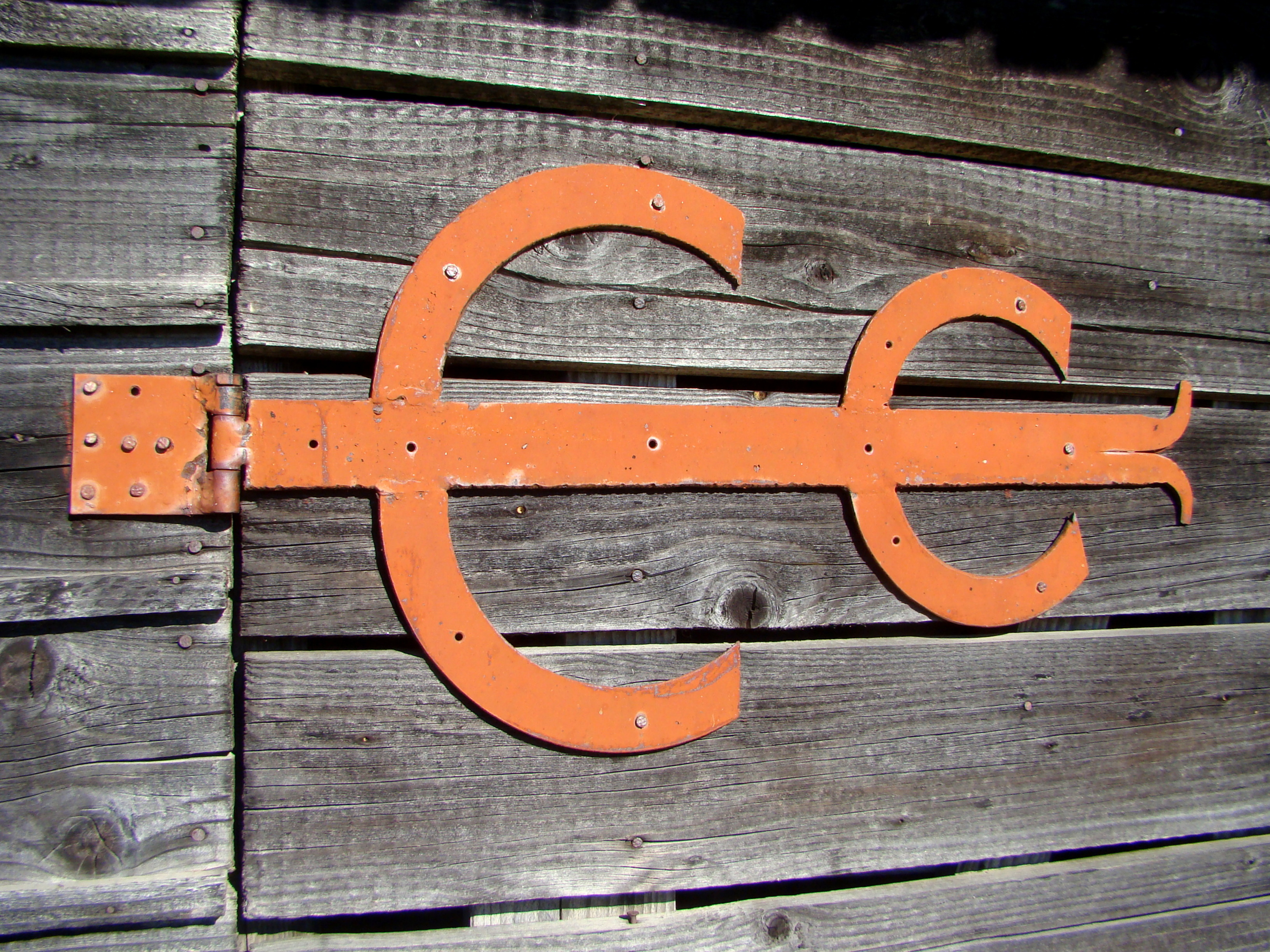
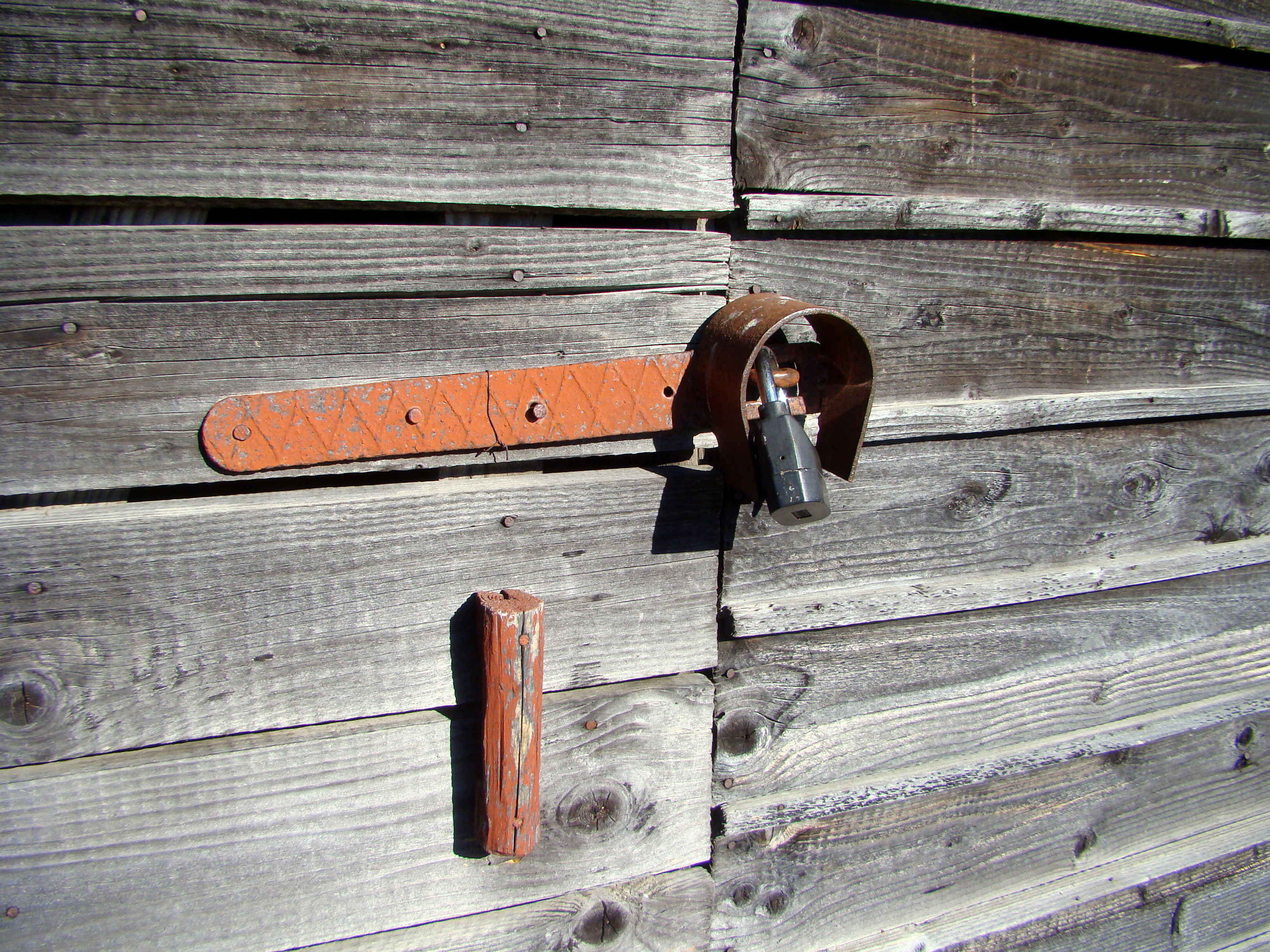
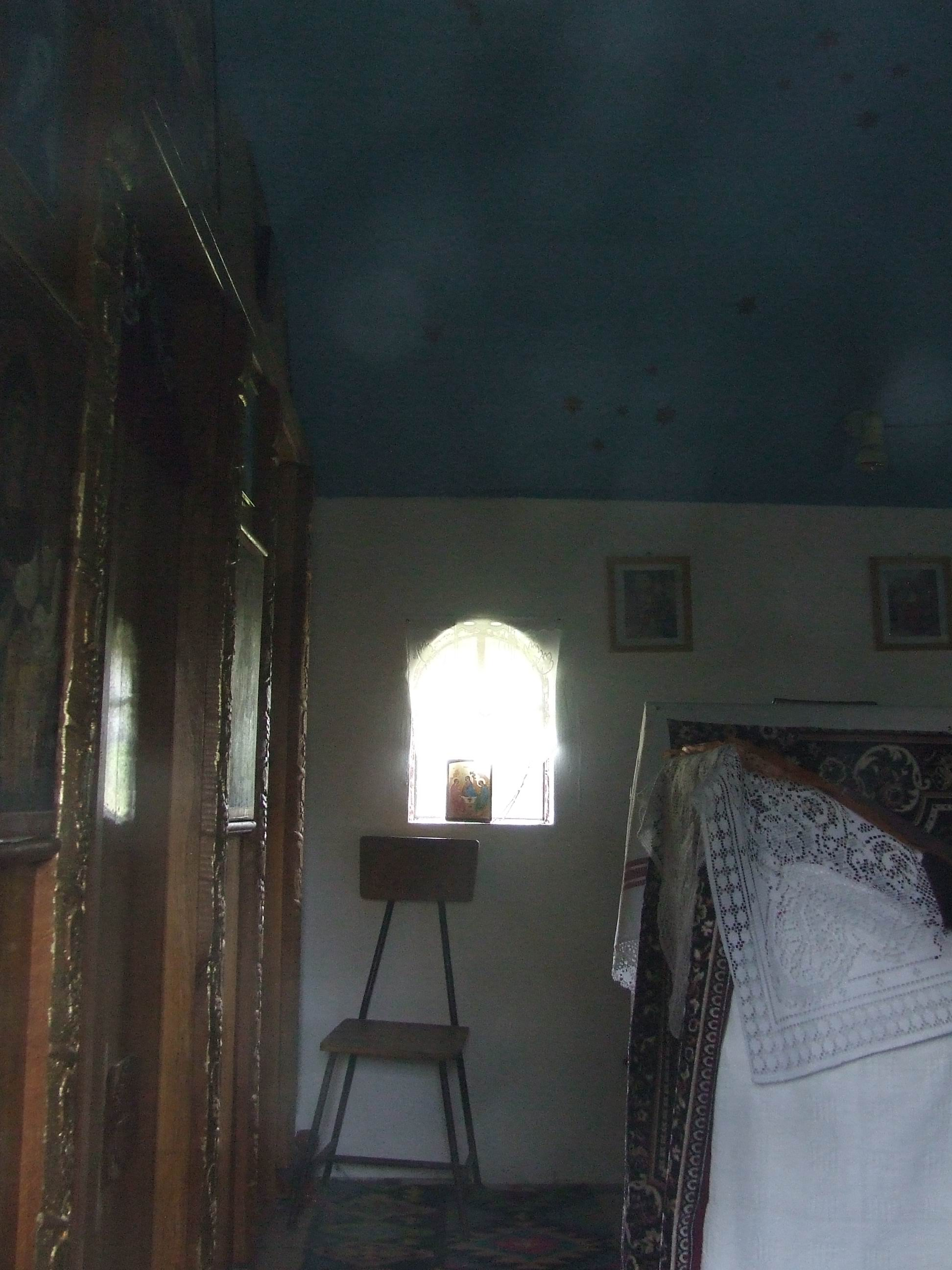
Interiorul bisericii, tencuit
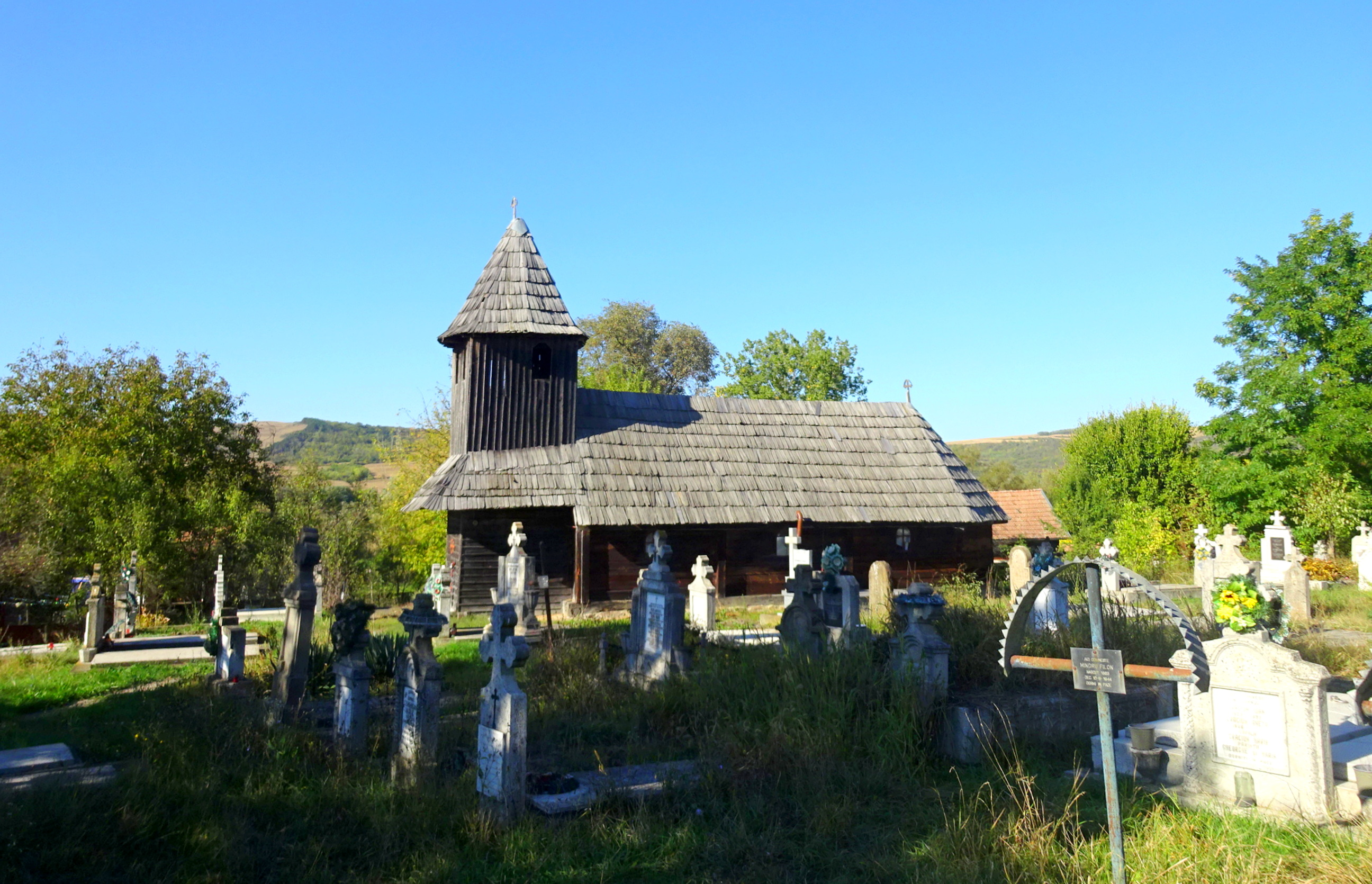
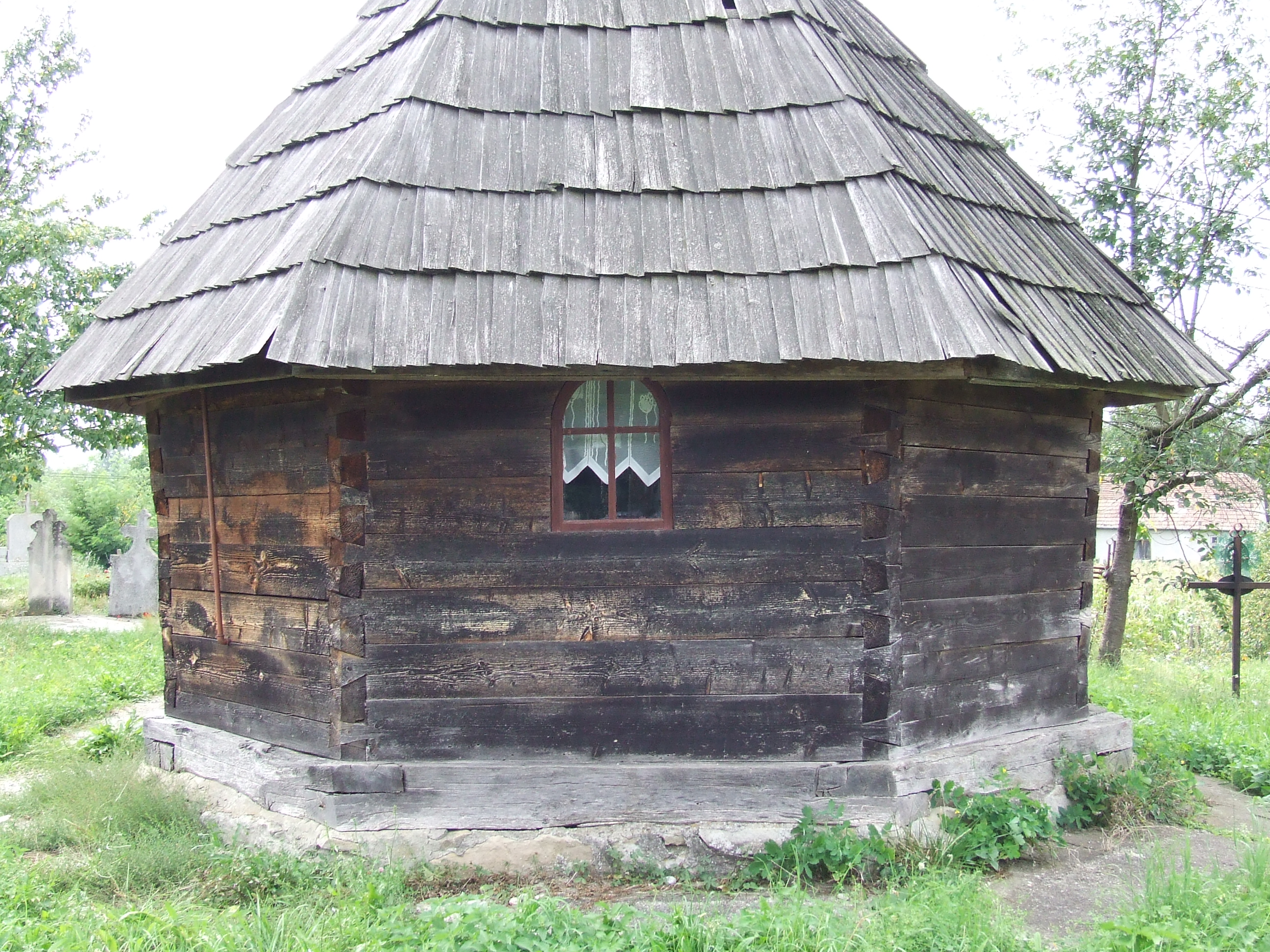
Absida altarului
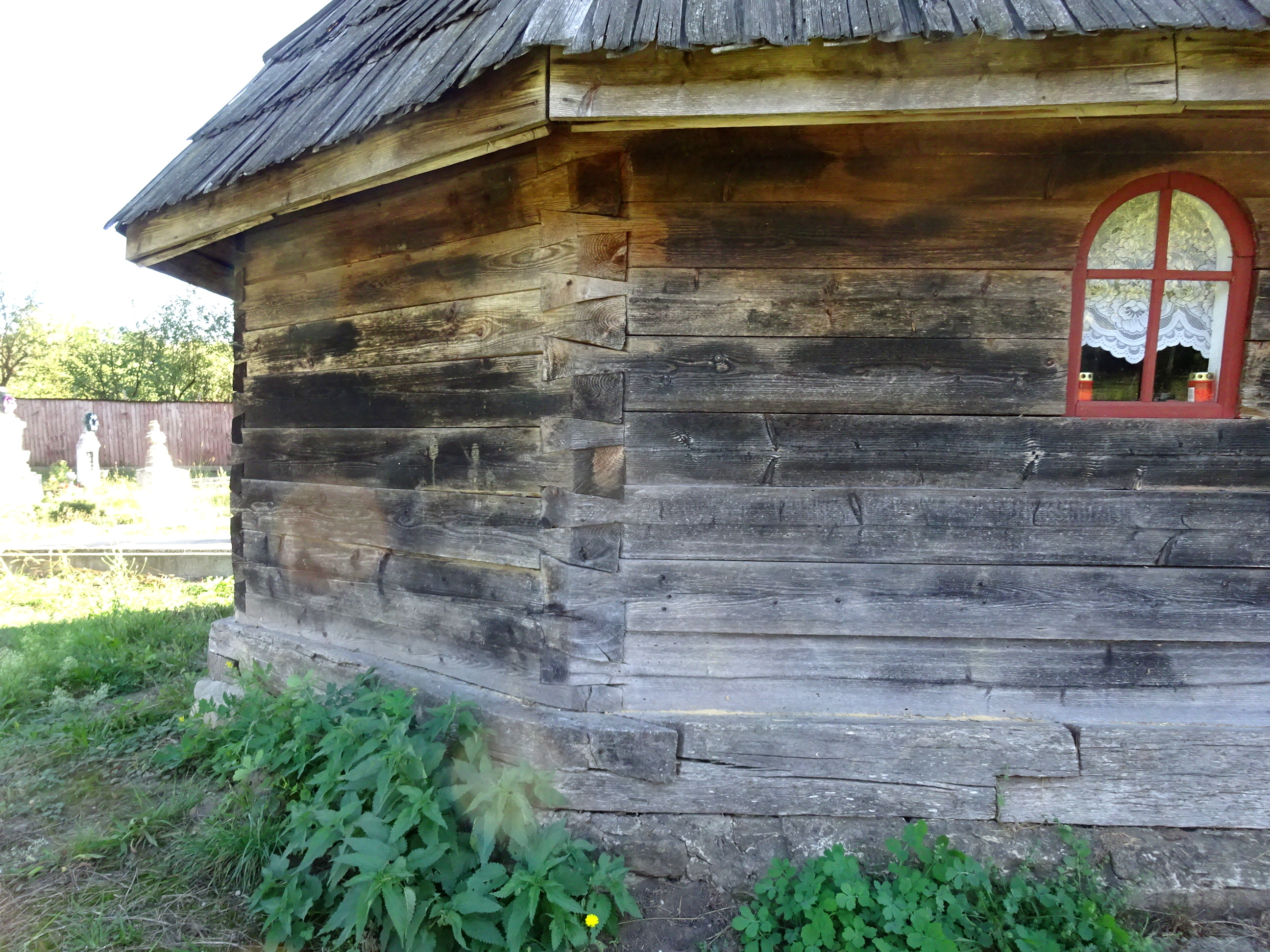
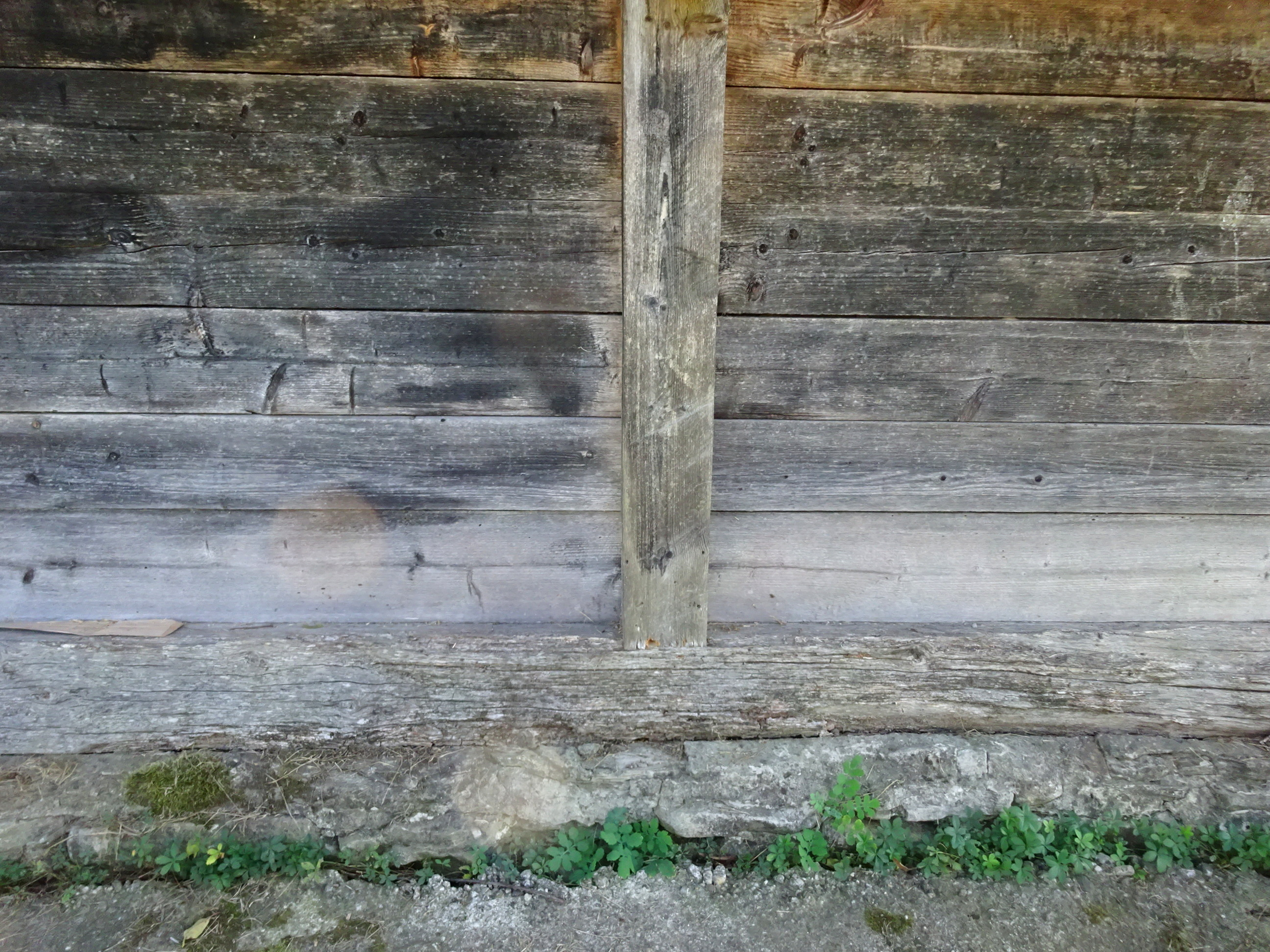
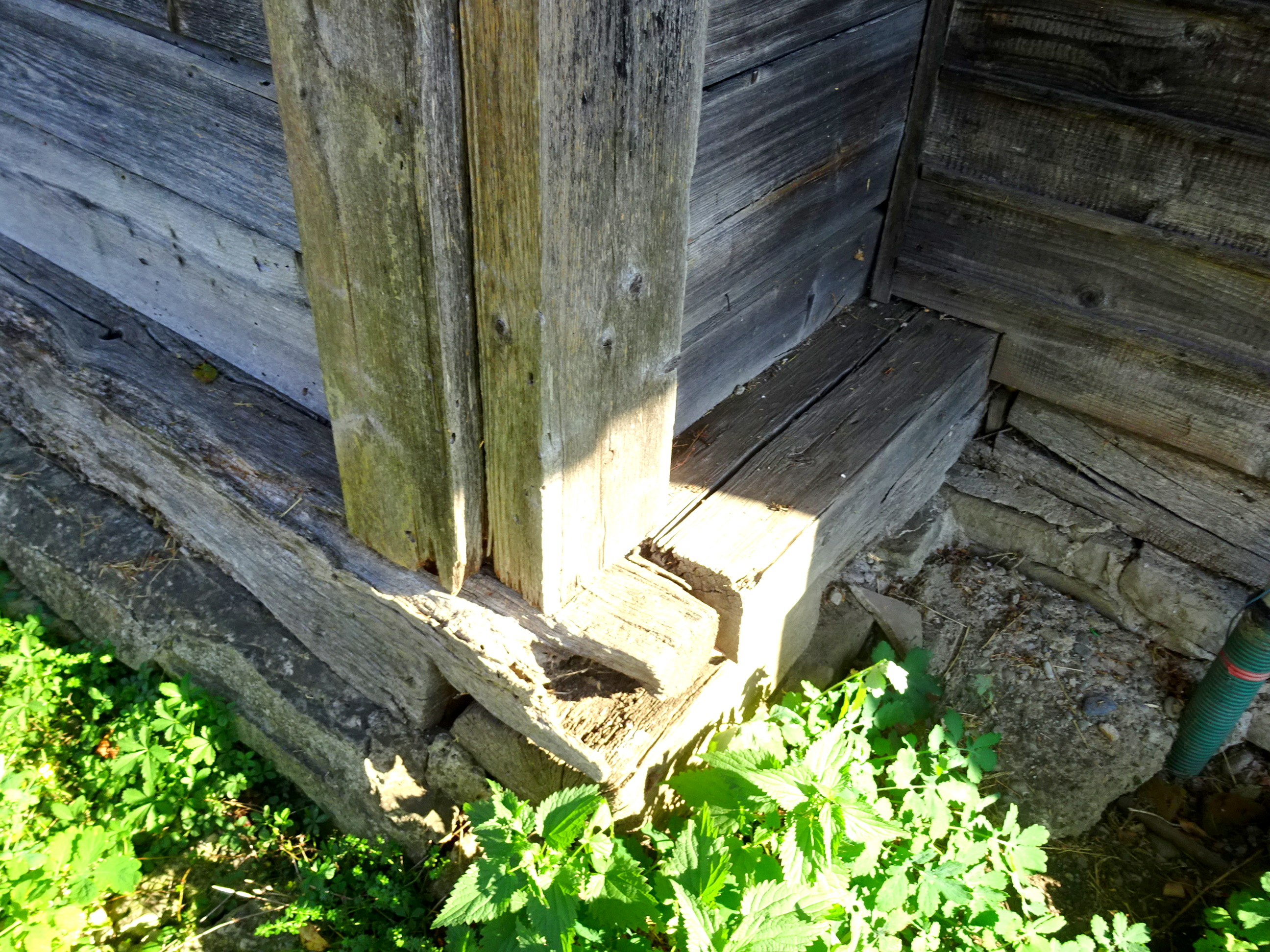
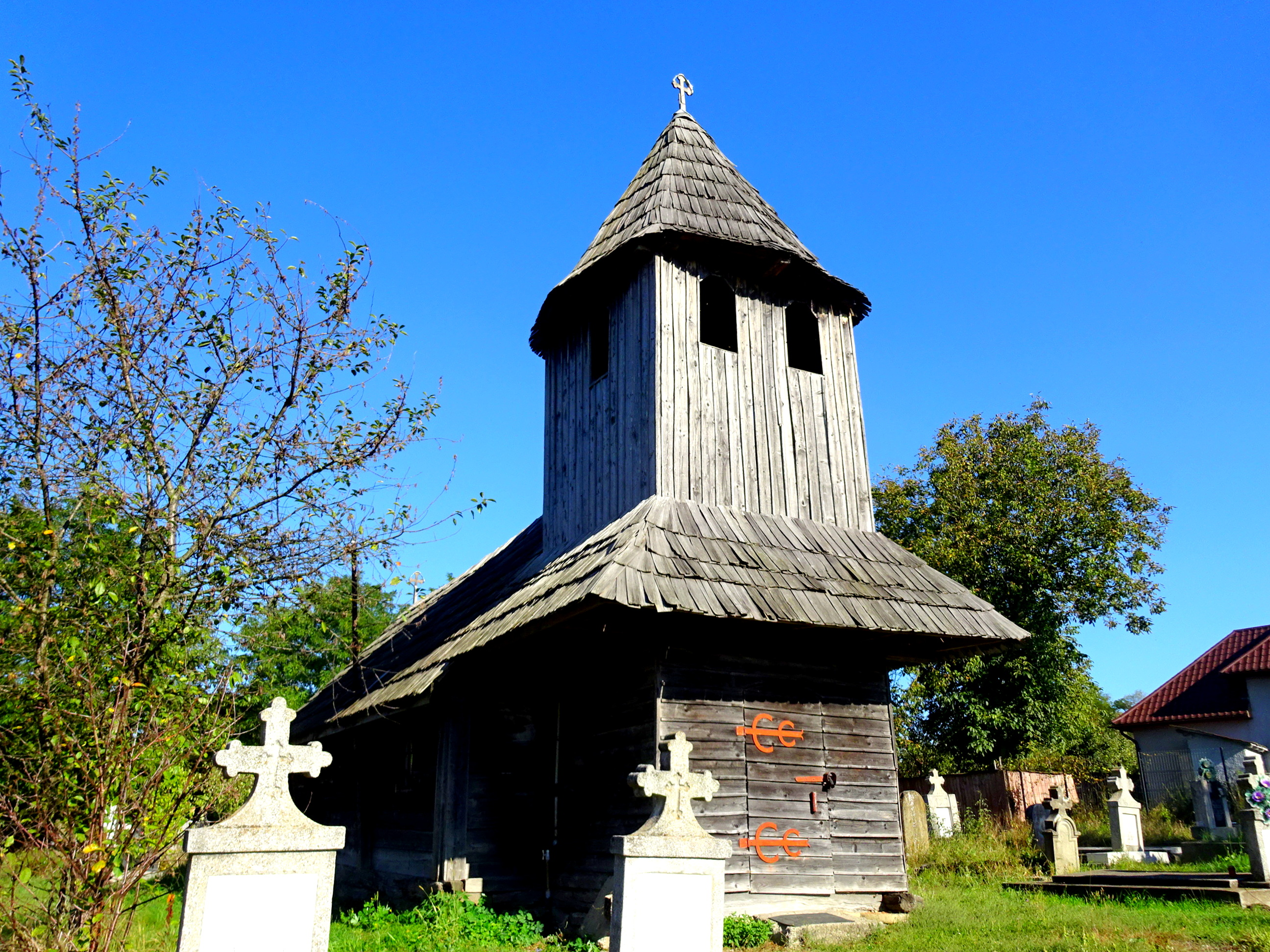
Vedere nord-vestică
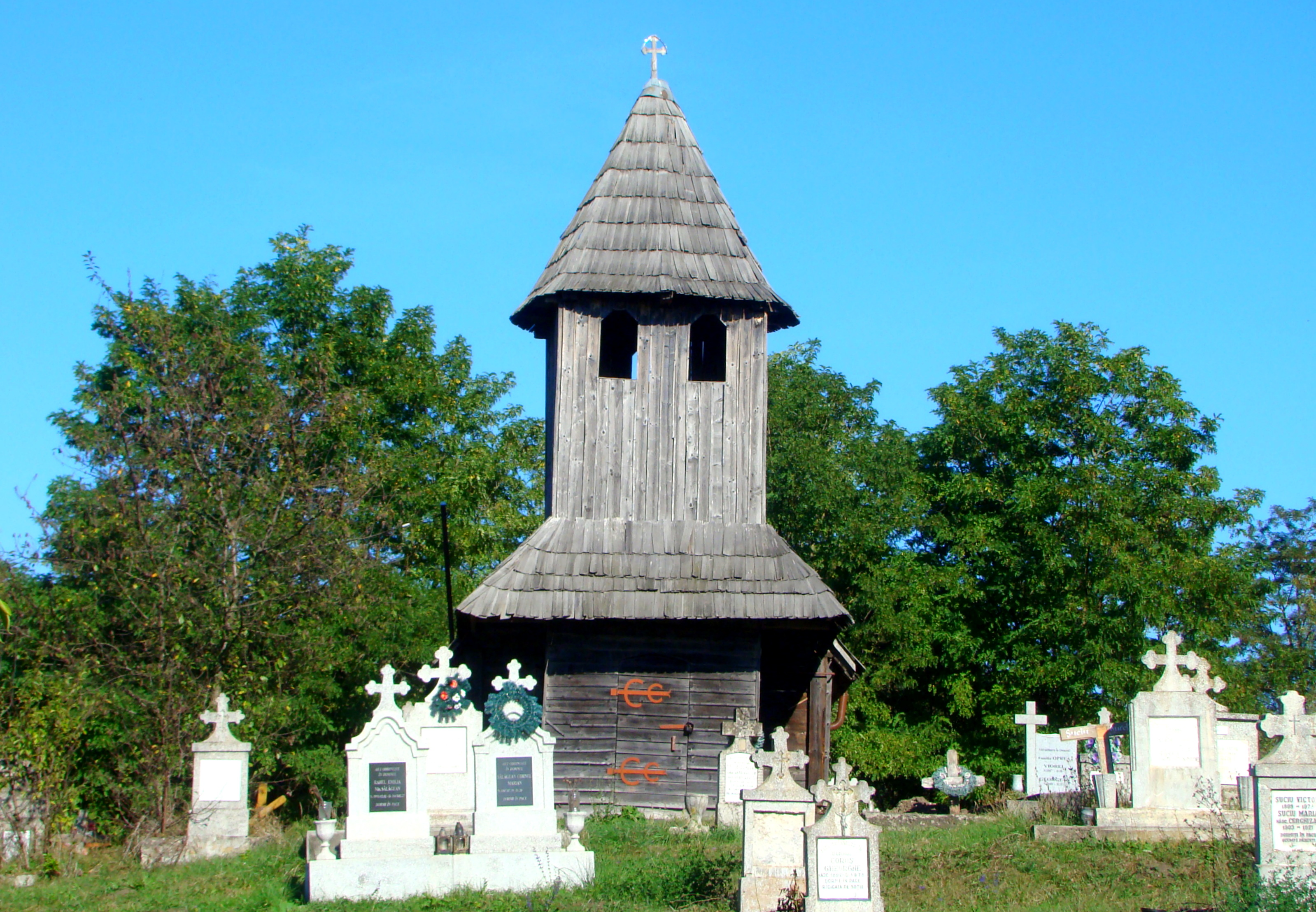
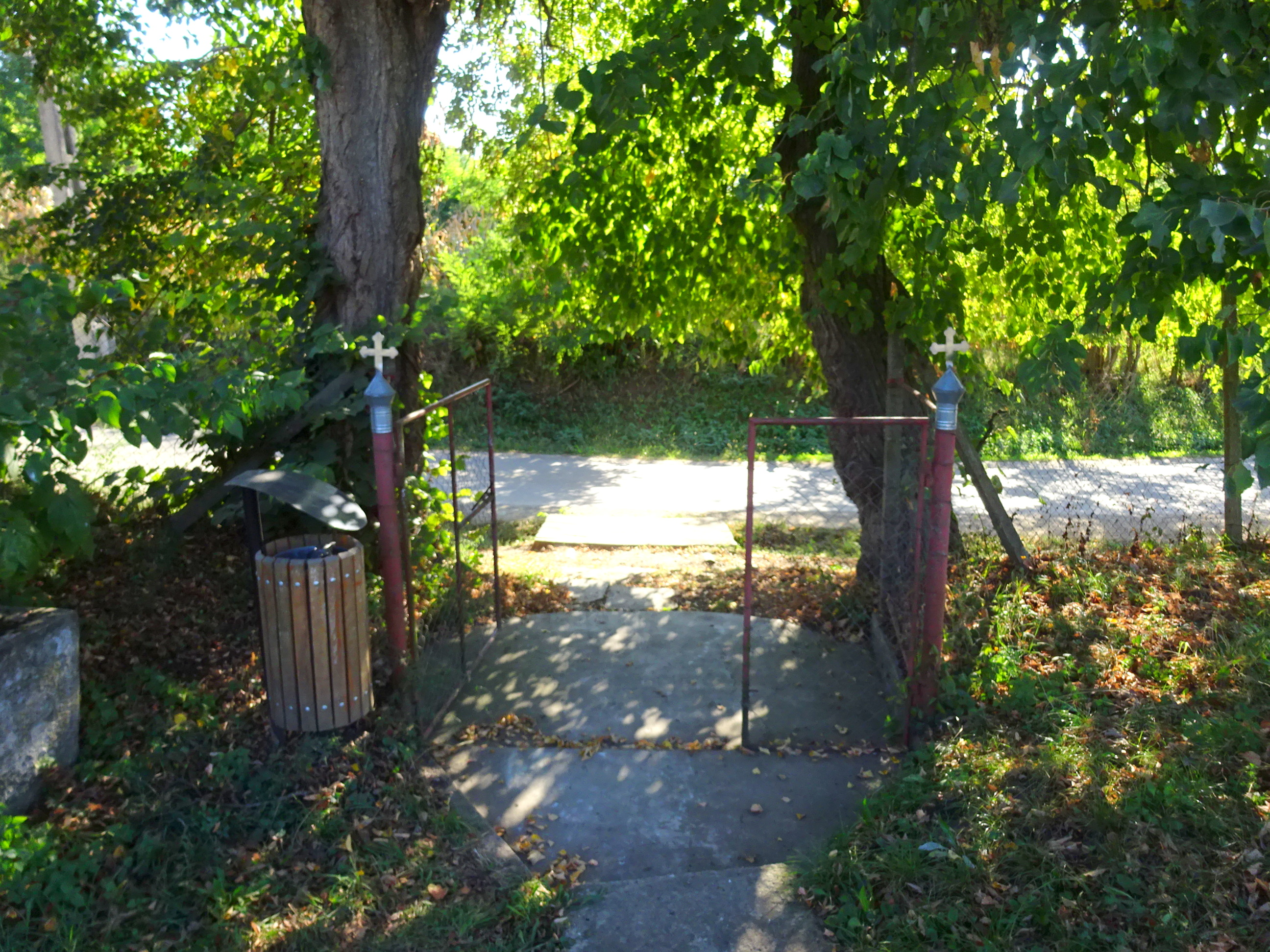